# Лауреаты Премии Правительства Российской Федерации в области науки и техники (2009)
Лауреаты Премии Правительства Российской Федерации в области науки и техники 2009 года — перечень награждённых государственной наградой Российской Федерации, присужденной за достижения в науке и технике в 2009 году.
Постановлением Правительства Российской Федерации от 26 августа 2004 года № 439, в частности, было уменьшено число премий и максимально допустимое число лауреатов каждой премии, но значительно увеличена сумма премии. Согласно этому Постановлению, с 2005 года присуждалось не более 40 премий (в том числе 10 премий за работы в сфере обороны и безопасности), каждая в размере 1 миллион рублей. Авторский коллектив каждой работы был ограничен 10 претендентами.
Лауреаты определены Постановлением Правительства от 17 марта 2010 года № 333-р по предложениям Межведомственного совета по присуждению премий Правительства Российской Федерации в области науки и техники.

## Легенда
Приводятся данные по премированной работе; фамилии лауреатов, их должность и место работы; номер абзаца в Постановлении

## Лауреаты
| номер | Лауреаты | Премированная работа |
| ----- | --- | --- |
| 1.    | Карпышеву Александру Владимировичу, кандидату технических наук, директору Научно-исследовательского центра новых технологий государственного образовательного учреждения высшего профессионального образования «Московский авиационный институт (государственный технический университет)», руководителю работы, Ковалеву Константину Львовичу, доктору технических наук, профессору, Мякочину Александру Сергеевичу, доктору технических наук, профессору, заведующему кафедрой, Фирсову Валерию Петровичу, старшему преподавателю, — работникам того же учреждения; Верещагину Михаилу Петровичу, кандидату технических наук, генеральному директору общества с ограниченной ответственностью "Современные холодильные технологии «ВЕЛИС-ХОЛОД»; Волкову Эдуарду Петровичу, академику, исполнительному директору открытого акционер ного об щества «Энергетический институт им. Г. М. Кржижановского»; Костюку Валерию Викторовичу, академику, главному ученому секретарю Президиума Российской академии наук; Раппопорту Андрею Натановичу, кандидату социологических наук, председателю правления открытого акционерного общества «Федеральная сетевая компания Единой энергетической системы»; Ромасенко Евгению Николаевичу, кандидату технических наук, заместителю начальника конструкторского бюро открытого акционерного общества «НПО Энергомаш имени академика В. П. Глушко» | за создание принципиально новой высокоэффективной системы криообеспечения для силовых высокотемпературных сверхпроводящих систем различного назначения |
| 2.    | Петрунину Виталию Владимировичу, доктору технических наук, первому заместителю директора, главному конструктору открытого акционерного общества «Опытное Конструкторское Бюро Машиностроения имени И. И. Африкантова», руководителю работы, Ежову Владимиру Николаевичу, начальнику отдела, Кайдалову Виктору Борисовичу, доктору технических наук, начальнику отдела, — работникам того же акционерного общества; Вайнштейну Валентину Васильевичу, бывшему начальнику отдела открытого акционерного общества «Научно-исследовательский и конструкторский институт монтажной технологии — Атомстрой»; Иванову Алексею Алексеевичу, кандидату технических наук, начальнику отдела федерального государственного учреждения Российский научный центр «Курчатовский институт», Маневскому Владимиру Николаевичу, кандидату технических наук, ведущему научному сотруднику того же учреждения; Малову Михаилу Юрьевичу, начальнику отдела открытого акционерного общества «Восточно-Европейский головной научно-исследовательский и проектный институт энергетических технологий»; Попову Владимиру Кузьмичу, начальнику лаборатории реакторного завода федерального государственного унитарного предприятия «Горно-химический комбинат», Устинову Александру Алексеевичу, заместителю главного инженера того же предприятия; Силину Борису Георгиевичу, исполняющему обязанности директора департамента Государственной корпорации по атомной энергии «Росатом» | за разработку научных основ и внедрение комплекса технологий повышения безопасности и продления сроков службы атомных теплоэлектроцентралей с промышленными уран-графитовыми реакторами |
| 3.    | Гусеву Василию Константиновичу, доктору физико-математических наук, ведущему научному сотруднику учреждения Российской академии наук Физико-технический институт имени А. Ф. Иоффе РАН, руководителю работы, Минаеву Владимиру Борисовичу, Сахарову Николаю Владимировичу, кандидатам физико-математических наук, старшим научным сотрудникам, — работникам того же учреждения; Азизову Энглену Атакузиевичу, доктору физико-математических наук, профессору, директору отделения федерального государственного унитарного предприятия «Государственный научный центр Российской Федерации Троицкий институт инновационных и термоядерных исследований», Ягнову Владимиру Алексеевичу, кандидату технических наук, начальнику лаборатории того же предприятия; Белякову Валерию Аркадьевичу, доктору физико-математических наук, директору научно-технического центра «Синтез» — заместителю генерального директора федерального государственного унитарного предприятия «Научно-исследовательский институт электрофизической аппаратуры им. Д. В. Ефремова», Короткову Владимиру Александровичу, главному инженеру того же центра того же предприятия; Дворкину Науму Яковлевичу, кандидату технических наук, бывшему заместителю генерального директора федерального государственного унитарного предприятия «Ленинградский Северный завод»; Тилинину Геннадию Никифоровичу, кандидату физико-математических наук, ведущему научному сотруднику федерального государственного учреждения Российский научный центр «Курчатовский институт»; Голанту Виктору Евгеньевичу (посмертно) | за проведение научно-исследовательских и опытно-конструкторских работ по сооружению уникальной сферической термоядерной установки Глобус-М и создание в Российской Федерации научной и технологической базы для разработки токамаков с предельно высоким относительным давлением плазмы                        |
| 4.    | Ачкасову Владимиру Николаевичу, доктору технических наук, начальнику отделения федерального государственного унитарного предприятия «Научно-исследовательский институт электронной техники», Зольникову Владимиру Константиновичу, доктору технических наук, профессору, главному научному сотруднику, Стоянову Анатолию Ивановичу, директору, — работникам того же предприятия; Ашурбейли Игорю Рауфовичу, кандидату технических наук, генеральному директору открытого акционерного общества «Головное системное конструкторское бюро Концерна ПВО „Алмаз-Антей“ имени академика А. А. Расплетина», Сухареву Евгению Михайловичу, доктору технических наук, профессору, советнику генерального директора того же акционерного общества; Красникову Геннадию Яковлевичу, академику, генеральному директору открытого акционерного общества "НИИ молекулярной электроники и завод «Микрон»; Гридневу Анатолию Антоновичу, директору научно-технического комплекса открытого акционерного общества "Концерн «Созвездие»; Немудрову Владимиру Георгиевичу, доктору технических наук, профессору, директору федерального государственного унитарного предприятия "Научно-исследовательский институт микроэлектронной аппаратуры «Прогресс»; Орликовскому Александру Александровичу, академику, директору учреждения Российской академии наук Физико-технологический институт РАН; Фортинскому Юрию Кировичу, кандидату технических наук, главному научному сотруднику акционерного общества открытого типа «Институт точной технологии и проектирования» | за разработку и применение нового поколения микроэлектронных устройств, систем связи и управления мобильными комплексами ПВО и особо важными объектами |
| 5.    | Венгеру Константину Геннадьевичу, техническому директору общества с ограниченной ответственностью "Объединенная Компания «Сибшахтострой», Ивушкину Анатолию Алексеевичу, доктору технических наук, генеральному директору того же общества; Емельянову Станиславу Васильевичу, академику, научному руководителю учреждения Российской академии наук Институт системного анализа РАН; Киселеву Станиславу Филипповичу, кандидату технических наук, начальнику отдела общества с ограниченной ответственностью «Научно-исследовательский центр систем управления»; Коровину Сергею Константиновичу, академику, профессору федерального государственного образовательного учреждения высшего профессионального образования «Московский государственный университет имени М. В. Ломоносова»; Матросову Виктору Леонидовичу, академику, ректору государственного образовательного учреждения высшего профессионального образования «Московский педагогический государственный университет»; Мышляеву Леониду Павловичу, доктору технических наук, профессору, проректору государственного образовательного учреждения высшего профессионального образования «Сибирский государственный индустриальный университет»; Рыкову Александру Семеновичу, доктору технических наук, профессору государственного образовательного учреждения высшего профессионального образования «Московский государственный институт стали и сплавов (технологический университет)»; Сазыкину Геннадию Петровичу, кандидату технических наук, главному инженеру проектов — директору по обогащению углей закрытого акционерного общества «Горный институт по проектированию предприятий угольной промышленности»; Харитонову Виталию Геннадьевичу, кандидату технических наук, генеральному директору общества с ограниченной ответственностью "Угольная компания «Заречная» | за создание современных систем автоматизации управления обогатительными фабриками и технологическими комплексами угольных шахт нового поколения |
| 6.    | Никифорову Александру Юрьевичу, доктору технических наук, профессору федерального государственного бюджетного образовательного учреждения высшего профессионального образования "Национальный исследовательский ядерный университет «МИФИ», руководителю работы, Скоробогатову Петру Константиновичу, Чумакову Александру Иннокентьевичу, докторам технических наук, профессорам, Стриханову Михаилу Николаевичу, доктору физико-математических наук, профессору, ректору, — работникам того же учреждения; Борисову Александру Анатольевичу, кандидату технических наук, доценту, временно исполняющему обязанности генерального директора федерального государственного унитарного предприятия "Научно-производственное предприятие «Исток»; Тельцу Виталию Арсеньевичу, доктору технических наук, профессору, заместителю начальника института федерального государственного учреждения «22 Центральный научно-исследовательский испытательный институт Министерства обороны Российской Федерации»; Борисову Юрию Ивановичу, доктору технических наук, заместителю Министра промышленности и торговли Российской Федерации; Синегубко Льву Анатольевичу, кандидату технических наук, доценту, заместителю директора — начальнику межведомственного центра по разработке и производству радиационно стойкой электронно-компонентной базы федерального государственного унитарного предприятия федеральный научно-производственный центр «Научно-исследовательский институт измерительных систем им. Ю. Е. Седакова», Яшанину Игорю Борисовичу, кандидату физико-математических наук, заместителю начальника научно-технического комплекса того же предприятия; Улимову Виктору Николаевичу, доктору технических наук, доценту, заместителю директора федерального государственного унитарного предприятия «Научно-исследовательский институт приборов» | за разработку базовой технологии прогнозирования, оценки и контроля радиационной стойкости изделий микроэлектроники |
| 7.    | Фокину Георгию Анатольевичу, кандидату физико-математических наук, генеральному директору общества с ограниченной ответственностью «Газпром трансгаз Санкт-Петербург», руководителю работы, Плаксину Леониду Львовичу, Сайченко Сергею Ивановичу, начальникам управлений, Сивоконю Виктору Николаевичу, главному инженеру — первому заместителю генерального директора, Фомину Геннадию Пименовичу, заместителю начальника управления, — работникам того же общества; Васильевой Елене Александровне, заместителю председателя правления — главному бухгалтеру открытого акционерного общества «Газпром»; Алешину Николаю Павловичу, академику, заведующему кафедрой государственного образовательного учреждения высшего профессионального образования «Московский государственный технический университет имени Н. Э. Баумана»; Стрельцову Юрию Михайловичу, председателю совета директоров закрытого акционерного общества "Конструкторско-технологический проектный институт «Газпроект»; Тульковой Ирине Анатольевне, руководителю департамента закрытого акционерного общества «Диаконт», Федосовскому Михаилу Евгеньевичу, генеральному директору того же акционерного общества | за разработку и широкомасштабное внедрение надежных конкурентоспособных технологий и средств неразрушающего контроля и диагностики объектов газовой и атомной отраслей промышленности |
| 8.    | Емельянову Сергею Геннадьевичу, доктору технических наук, профессору, ректору государственного образовательного учреждения высшего профессионального образования «Курский государственный технический университет», руководителю работы, Балдаеву Льву Христофоровичу, кандидату технических наук, докторанту, Лукашеву Евгению Алексеевичу, Посеренину Сергею Петровичу, докторам технических наук, профессорам, — работникам того же учреждения; Белову Александру Ивановичу, кандидату технических наук, директору федерального казенного предприятия "Научно-исследовательский институт «Геодезия», Сидорову Михаилу Игоревичу, кандидату технических наук, первому заместителю директора того же предприятия; Войташу Игорю Александровичу, вице-президенту открытого акционерного общества «ТВЭЛ»; Олейнику Андрею Владимировичу, доктору технических наук, профессору, заместителю начальника управления Федерального агентства по науке и инновациям; Ставровскому Михаилу Евгеньевичу, доктору технических наук, профессору, директору учреждения «Институт экологии, ресурсосбережения и оборудования сервиса»; Фролову Вадиму Анатольевичу, доктору технических наук, профессору, заведующему кафедрой государственного образовательного учреждения высшего профессионального образования «МАТИ» Российский государственный технологический университет имени К. Э. Циолковского | за разработку комплекса оборудования и технологий с управлением качеством нанесения многофункциональных покрытий для повышения работоспособности высоконагруженных узлов |
| 9.    | Суминову Игорю Вячеславовичу, доктору технических наук, профессору, заведующему кафедрой государственного образовательного учреждения высшего профессионального образования «МАТИ» Российский государственный технологический университет имени К. Э. Циолковского, руководителю работы, Криту Борису Львовичу, доктору технических наук, доценту, Петрову Анатолию Павловичу, доктору технических наук, профессору, ректору, Эпельфельду Андрею Валериевичу, кандидату технических наук, доценту, — работникам того же учреждения; Борисову Анатолию Михайловичу, доктору физико-математических наук, профессору, ведущему научному сотруднику открытого акционерного общества "Научно-производственное предприятие «Полигон-МТ», Васину Владимиру Алексеевичу, доктору технических наук, генеральному директору того же акционерного общества; Людину Валерию Борисовичу, доктору технических наук, профессору федерального государственного образовательного учреждения высшего профессионального образования «Российский государственный аграрный заочный университет»; Сорокину Владимиру Алексеевичу, кандидату технических наук, генеральному директору открытого акционерного общества «Машиностроительное конструкторское бюро „Искра“ имени Ивана Ивановича Картукова»; Чумакову Анатолию Викторовичу, кандидату экономических наук, генеральному директору открытого акционерного общества «Раменский приборостроительный завод» | за создание оборудования и разработку технологий синтеза нанокерамических сверхтвердых композитных слоев на поверхности деталей из легких металлов и их сплавов для широкомасштабного внедрения на машиностроительных предприятиях                                                                             |
| 10.   | Богомолову Михаилу Валерьевичу, начальнику управления Московского государственного унитарного предприятия «Мосводоканал», Губаренкову Александру Ивановичу, Чурганову Александру Владимировичу, начальникам управлений, Савченко Татьяне Николаевне, заместителю генерального директора, — работникам того же предприятия; Жаворонкову Андрею Владимировичу, кандидату технических наук, заместителю генерального директора закрытого акционерного общества «Научно-исследовательский институт строительного и дорожного машиностроения», Рыбьеву Вячеславу Игоревичу, доктору технических наук, профессору, научному консультанту генерального директора, Телушкину Александру Владимировичу, кандидату технических наук, генеральному директору, — работникам того же акционерного общества; Пупыреву Евгению Ивановичу, доктору технических наук, профессору, директору государственного унитарного предприятия города Москвы «Институт МосводоканалНИИпроект»; Целикову Николаю Александровичу, кандидату технических наук, генеральному конструктору открытого акционерного общества Акционерная холдинговая компания «Всероссийский научно-исследовательский и проектно-конструкторский институт металлургического машиностроения имени академика Целикова» | за разработку высокоэффективного снегоуборочного оборудования и внедрение технологий зимнего содержания городских автодорог и территорий с утилизацией твердых осадков через канализационную сеть |
| 11.   | Долгову Ивану Александровичу, кандидату технических наук, заместителю генерального директора общества с ограниченной ответственностью «Газпром трансгаз Югорск», руководителю работы; Антипову Борису Николаевичу, кандидату технических наук, генеральному директору дочернего открытого акционерного общества «Оргэнергогаз» открытого акционерного общества «Газпром», Велиюлину Ибрагиму Ибрагимовичу, доктору технических наук, директору экспертно-аналитического центра, Решетникову Александру Дановичу, доктору технических наук, заместителю директора того же центра, — работникам того же акционерного общества; Алимову Сергею Викторовичу, первому заместителю начальника департамента открытого акционерного общества «Газпром»; Башкину Алексею Владимировичу, начальнику отдела общества с ограниченной ответственностью «Газпром трансгаз Сургут», Мосягину Михаилу Николаевичу, кандидату технических наук, главному инженеру — первому заместителю генерального директора того же общества; Васильеву Николаю Павловичу, кандидату технических наук, генеральному директору общества с ограниченной ответственностью «НПЦ Оргтрубопроводстрой»; Доеву Дмитрию Витальевичу, генеральному директору общества с ограниченной ответственностью «Газпром центрремонт»; Тумаеву Владимиру Алексеевичу, доктору экономических наук, генеральному директору дочернего открытого акционерного общества «Спецгазавтотранс» открытого акционерного общества «Газпром» | за разработку и внедрение технологий и комплекса технических средств, обеспечивающих конструктивную прочность и безопасную эксплуатацию газотранспортной системы Российской Федерации |
| 12.   | Ледовских Анатолию Алексеевичу, руководителю Федерального агентства по недропользованию, руководителю работы; Адамову Григорию Георгиевичу, заместителю начальника управления — начальнику отдела открытого акционерного общества "Нефтяная компания «ЛУКОЙЛ», Кукуре Сергею Петровичу, доктору экономических наук, первому вице-президенту, Мандрику Илье Эммануиловичу, кандидату геолого-минералогических наук, вице-президенту — начальнику главного управления, Сирыку Сергею Ивановичу, доктору геолого-минералогических наук, начальнику управления, — работникам того же акционерного общества; Ильинскому Александру Алексеевичу, доктору экономических наук, профессору, заместителю генерального директора федерального государственного унитарного предприятия Всероссийский нефтяной научно-исследовательский геологоразведочный институт, Макаревичу Владимиру Николаевичу, доктору геолого-минералогических наук, профессору, главному научному сотруднику, Прищепе Олегу Михайловичу, доктору геолого-минералогических наук, генеральному директору, — работникам того же предприятия; Прозоровскому Валерию Владимировичу, кандидату исторических наук, доценту, депутату Государственной Думы Федерального Собрания Российской Федерации, заместителю председателя Комитета Государственной Думы по природным ресурсам, природопользованию и экологии; Филиппову Виктору Павловичу, доктору геолого-минералогических наук, профессору государственного образовательного учреждения высшего профессионального образования «Российский государственный университет нефти и газа имени И. М. Губкина» | за разработку и реализацию системы инновационных организационно-методических решений и технологий, обеспечивающих комплексное вовлечение в освоение невостребованных запасов и ресурсов нефти и газа Российской Федерации                                                                                      |
| 13.   | Вайсбергу Леониду Абрамовичу, доктору технических наук, профессору, генеральному директору открытого акционерного общества "Научно-производственная корпорация «Механобр-техника», руководителю работы, Арсентьеву Василию Александровичу, доктору технических наук, главному технологу, Зарогатскому Леониду Петровичу, кандидату технических наук, бывшему ведущему научному сотруднику, Сафронову Андрею Николаевичу, кандидату технических наук, главному конструктору, Черкасскому Владимиру Авраамовичу, заведующему отделом, Шулоякову Амиру Даниловичу, кандидату технических наук, главному инженеру проекта, — работникам того же акционерного общества; Далатказину Александру Альвировичу, механику открытого акционерного общества «Орское карьероуправление», Степанько Виталию Максимовичу, кандидату технических наук, главному технологу того же акционерного общества; Ильину Олегу Константиновичу, главному конструктору закрытого акционерного общества "Проектно-конструкторское бюро «Автоматика» — дочернее общество ОАО «Кировский завод»; Пойманову Сергею Петровичу, директору открытого акционерного общества «Павловскгранит» | за создание и внедрение энерго- и ресурсосберегающей технологии и оборудования для дезинтеграции минерального сырья в горной промышленности |
| 14.   | Суслиной Зинаиде Александровне, академику Российской академии медицинских наук, директору учреждения Российской академии медицинских наук Научный центр неврологии Российской академии медицинских наук, руководителю работы, Пирадову Михаилу Александровичу, доктору медицинских наук, профессору, заместителю директора, руководителю отделения того же учреждения; Багненко Сергею Федоровичу, члену-корреспонденту Российской академии медицинских наук, директору государственного учреждения «Санкт-Петербургский научно-исследовательский институт скорой помощи имени И. И. Джанелидзе»; Борисову Александру Алексеевичу, кандидату политических наук, генеральному директору общества с ограниченной ответственностью "Научно-технологическая фармацевтическая фирма «ПОЛИСАН», Коваленко Алексею Леонидовичу, доктору биологических наук, директору по науке, Петрову Андрею Юрьевичу, кандидату фармацевтических наук, заведующему лабораторией, — работникам того же общества; Ершову Феликсу Ивановичу, академику Российской академии медицинских наук, главному научному сотруднику, руководителю отдела государственного учреждения Научно-исследовательский институт эпидемиологии и микробиологии имени почетного академика Н. Ф. Гамалеи Российской академии медицинских наук; Малашенкову Анатолию Ивановичу, члену-корреспонденту Российской академии медицинских наук, заместителю директора учреждения Российской академии медицинских наук Научный центр сердечно-сосудистой хирургии им. А. Н. Бакулева Российской академии медицинских наук; Румянцевой Софье Алексеевне, доктору медицинских наук, профессору государственного образовательного учреждения высшего профессионального образования «Российский государственный медицинский университет Федерального агентства по здравоохранению и социальному развитию»; Семке Валентину Яковлевичу, академику Российской академии медицинских наук, директору учреждения Российской академии медицинских наук Научно-исследовательский институт психического здоровья Сибирского отделения РАМН | за разработку, организацию промышленного производства и внедрение в практику здравоохранения Российской Федерации, государств — участников Содружества Независимых Государств и государств Юго-Восточной Азии российского оригинального лекарственного препарата «Цитофлавин»                                  |
| 15.   | Ситниковой Марии Юрьевне, доктору медицинских наук, профессору, заведующей лабораторией федерального государственного учреждения «Федеральный Центр сердца, крови и эндокринологии имени В. А. Алмазова Федерального агентства по высокотехнологичной медицинской помощи», Шляхто Евгению Владимировичу, члену-корреспонденту Российской академии медицинских наук, директору того же учреждения; Агееву Фаилю Таиповичу, доктору медицинских наук, руководителю отдела Инсти ту та клинической кардиологии им. А. Л. Мясникова федерального государственного учреждения «Российский кардиологический научно-производственный комплекс Федерального агентства по высокотехнологичной медицинской помощи»; Арутюнову Григорию Павловичу, доктору медицинских наук, профессору, проректору, заведующему кафедрой государственного образовательного учреждения высшего профессионального образования «Российский государственный медицинский университет Федерального агентства по здравоохранению и социальному развитию»; Васюку Юрию Александровичу, доктору медицинских наук, профессору, проректору, заведующему кафедрой государственного образовательного учреждения высшего профессионального образования «Московский государственный медико-стоматологический университет Министерства здравоохранения Российской Федерации»; Карпову Ростиславу Сергеевичу, академику Российской академии медицинских наук, директору учреждения Российской академии медицинских наук Научно-исследовательский институт кардиологии Сибирского отделения РАМН; Марееву Вячеславу Юрьевичу, доктору медицинских наук, профессору, заместителю проректора федерального государственного образовательного учреждения высшего профессионального образования «Московский государственный университет имени М. В. Ломоносова»; Мартыненко Александру Владимировичу, доктору медицинских наук, профессору, начальнику отдела Департамента науки, высоких технологий и образования Правительства Российской Федерации; Ревишвили Амирану Шотаевичу, члену-корреспонденту Российской академии медицинских наук, руководителю отделения учреждения Российской академии медицинских наук Научный центр сердечно-сосудистой хирургии имени А. Н. Бакулева РАМН; Фомину Игорю Владимировичу, доктору медицинских наук, профессору, заведующему кафедрой государственного образовательного учреждения высшего профессионального образования «Нижегородская государственная медицинская академия Федерального агентства по здравоохранению и социальному развитию» | за осуществление комплекса работ по созданию и внедрению в Российской Федерации современных методов диагностики, лечения и реабилитации больных хронической сердечной недостаточностью различного генеза |
| 16.   | Иоселиани Давиду Георгиевичу, доктору медицинских наук, профессору, директору государственного учреждения здравоохранения города Москвы «Научно-практический центр интервенционной кардиоангиологии» Департамента здравоохранения города Москвы, руководителю работы, Колединскому Антону Геннадьевичу, кандидату медицинских наук, врачу-рентгенологу, Костянову Игорю Юрьевичу, кандидату медицинских наук, заведующему отделением, Чернышевой Ирине Евгеньевне, кандидату медицинских наук, заместителю директора, Шанояну Артему Сериковичу, кандидату медицинских наук, руководителю отделения, — работникам того же учреждения; Сельцовскому Андрею Петровичу, доктору медицинских наук, руководителю Департамента здравоохранения города Москвы правительства Москвы; Бараташвили Владимиру Левановичу, доктору медицинских наук, заместителю главного врача государственного бюджетного учреждения города Москвы «Станция скорой и неотложной медицинской помощи имени А. С. Пучкова» Департамента здравоохранения города Москвы, Овасапяну Юрию Арменаковичу, кандидату медицинских наук, старшему врачу, Плавунову Николаю Филипповичу, доктору медицинских наук, главному врачу, — работникам того же учреждения; Семитко Сергею Петровичу, кандидату медицинских наук, заведующему отделением государственного учреждения здравоохранения города Москвы «Городская клиническая больница N 81 Департамента здравоохранения города Москвы» | за внедрение в практику тактики раннего поэтапного оказания больным с острым инфарктом миокарда помощи по восстановлению нарушенного кровоснабжения сердца и улучшению ближайшего и среднеотдаленного прогноза                                                                                                 |
| 17.   | Щепину Олегу Прокопьевичу, академику Российской академии медицинских наук, директору учреждения Российской академии медицинских наук Национальный научно-исследовательский институт общественного здоровья РАМН, руководителю работы, Щепину Владимиру Олеговичу, члену-корреспонденту Российской академии медицинских наук, заместителю директора того же учреждения; Бачманову Андрею Алексеевичу, кандидату технических наук, директору государственного учреждения здравоохранения «Медицинский информационно-аналитический центр»; Лисицыну Юрию Павловичу, академику Российской академии медицинских наук, заведующему кафедрой государственного образовательного учреждения высшего профессионального образования «Российский государственный медицинский университет Федерального агентства по здравоохранению и социальному развитию»; Медику Валерию Алексеевичу, члену-корреспонденту Российской академии медицинских наук, директору автономной некоммерческой организации «Новгородский научный центр Северо-Западного отделения Российской академии медицинских наук»; Москвичеву Алексею Михайловичу, кандидату медицинских наук, первому заместителю генерального директора государственного унитарного предприятия города Москвы «Медицинский центр Управления делами Мэра и Правительства Москвы»; Потапову Анатолию Ивановичу, академику Российской академии медицинских наук, директору федерального государственного учреждения науки «Федеральный научный центр гигиены имени Ф. Ф. Эрисмана» Федеральной службы по надзору в сфере защиты прав потребителей и благополучия человека; Шаброву Александру Владимировичу, академику Российской академии медицинских наук, ректору государственного образовательного учреждения высшего профессионального образования «Санкт-Петербургская государственная медицинская академия имени И. И. Мечникова Министерства здравоохранения Российской Федерации» | за разработку и практическое применение принципов мониторинга здоровья населения — основы совершенствования здравоохранения Российской Федерации |
| 18.   | Самсонову Вячеславу Ивановичу, кандидату технических наук, начальнику отделения федерального государственного унитарного предприятия "Обнинское научно-производственное предприятие «Технология», руководителю работы, Кауппонену Борису Аарнеевичу, заместителю начальника отделения, Петрачкову Дмитрию Николаевичу, заместителю начальника отдела — начальнику бюро, Пигалеву Александру Евгеньевичу, заместителю начальника цеха, Просовскому Олегу Федоровичу, начальнику сектора, Темных Валерию Ивановичу, заместителю генерального директора — директору опытного завода, Ткаченко Петру Яковлевичу, начальнику цеха, — работникам того же предприятия; Парфененку Михаилу Антоновичу, кандидату физико-математических наук, техническому директору общества с ограниченной ответственностью «ТРИВЭ»; Рубанову Станиславу Степановичу, заместителю главного конструктора, начальнику отделения открытого акционерного общества «ОКБ Сухого»; Чернову Виктору Петровичу, начальнику отдела открытого акционерного общества "Российская самолётостроительная корпорация «МиГ» | за синтез композиции многофункционального покрытия для придания принципиально нового качества остеклению кабины летчика, разработку технологии и специального оборудования, создание серийного производства остекления                                                                                         |
| 19.   | Сиваку Борису Александровичу, кандидату технических наук, профессору, первому заместителю генерального директора открытого акционерного общества Акционерная холдинговая компания «Всероссийский научно-исследовательский и проектно-конструкторский институт металлургического машиностроения имени академика Целикова», руководителю работы, Ганкину Владимиру Борисовичу, кандидату технических наук, доценту, ведущему научному сотруднику, Николаеву Геннадию Ивановичу, кандидату технических наук, ведущему научному сотруднику, Смолякову Анатолию Соломоновичу, заведующему лабораторией, Шифрину Игорю Николаевичу, кандидату технических наук, заведующему отделом — заместителю генерального директора, — работникам того же акционерного общества; Морозову Вадиму Валерьевичу, ведущему инженеру-технологу открытого акционерного общества «Волжский трубный завод»; Паршину Валерию Михайловичу, доктору технических наук, директору Центра по непрерывной разливке стали федерального государственного унитарного предприятия «Центральный научно-исследовательский институт чёрной металлургии имени И. П. Бардина»; Рябкову Даниле Витальевичу, заведующему отделом открытого акционерного общества Научно-производственное объединение «Центральный научно-исследовательский институт технологии машиностроения»; Соколову Валерию Васильевичу, кандидату технических наук, начальнику сталеплавильного производства открытого акционерного общества «Западно-Сибирский металлургический комбинат»; Ускову Николаю Николаевичу, слесарю открытого акционерного общества «Московский опытный завод ВНИИМЕТМАШ» | за разработку комплекса научных и технических решений по созданию и широкому внедрению конструкции и технологии производства гильзовых кристаллизаторов для высокопроизводительных машин непрерывного литья стальных заготовок                                                                                 |
| 20.   | Павлову Вячеславу Владимировичу, заместителю начальника департамента общества с ограниченной ответственностью «ЕвразХолдинг», руководителю работы, Юнину Геннадию Николаевичу, главному специалисту того же общества; Годику Леониду Александровичу, главному инженеру открытого акционерного общества «Новокузнецкий металлургический комбинат», Дорофееву Владимиру Викторовичу, кандидату технических наук, главному калибровщику, Козыреву Николаю Анатольевичу, доктору технических наук, начальнику управления, — работникам того же акционерного общества; Нугуманову Рашиду Фасхиевичу, управляющему директору открытого акционерного общества «Западно-Сибирский металлургический комбинат», Пятайкину Евгению Михайловичу, кандидату технических наук, менеджеру того же акционерного общества; Воробьеву Владимиру Борисовичу, вице-президенту открытого акционерного общества «Российские железные дороги»; Добужской Алине Борисовне, кандидату технических наук, заведующей лабораторией открытого акционерного общества «Уральский институт металлов»; Шуру Евгению Авелевичу, доктору технических наук, профессору, главному научному сотруднику открытого акционерного общества «Научно-исследовательский институт железнодорожного транспорта» | за разработку и внедрение комплексной технологии производства рельсов нового поколения из электростали |
| 21.   | Легостаеву Виктору Павловичу, академику, председателю научно-технического совета открытого акционерного общества «Ракетно-космическая корпорация „Энергия“ имени С. П. Королева», руководителю работы, Вовку Анатолию Васильевичу, первому заместителю генерального конструктора, Елчину Анатолию Петровичу, начальнику отделения, Зяблову Валерию Аркадьевичу, заместителю начальника отдела, Калошину Александру Михайловичу, руководителю дирекции, Лопоте Виталию Александровичу, члену-корреспонденту Российской академии наук, президенту, генеральному конструктору, Микрину Евгению Анатольевичу, члену-корреспонденту Российской академии наук, первому заместителю генерального конструктора, руководителю научно-технического центра, Орловскому Игорю Владимировичу, заместителю руководителя научно-технического центра, начальнику отделения, Романову Сергею Юрьевичу, заместителю генерального конструктора, руководителю научно-технического центра, Щербакову Эдуарду Викторовичу, заместителю руководителя научно-технического центра — начальнику отдела, — работникам того же акционерного общества | за создание автоматических космических аппаратов повышенной эффективности на базе негерметичной универсальной платформы с обеспечением длительной работоспособности энергоемкой бортовой аппаратуры в космическом вакууме                                                                                      |
| 22.   | Маламуду Изяславу Давидовичу, заместителю главного конструктора открытого акционерного общества «Государственное машиностроительное конструкторское бюро „Вымпел“ имени И. И. Торопова», руководителю работы, Борисову-Потоцкому Сергею Львовичу, начальнику отдела, Волкову Владимиру Николаевичу, кандидату технических наук, доценту, начальнику отделения, Муравьеву Николаю Алексеевичу, начальнику отделения, Рацу Виктору Антоновичу, кандидату технических наук, генеральному директору, — работникам того же акционерного общества; Алафиренко Борису Матвеевичу, ведущему инженеру-конструктору федерального государственного унитарного предприятия "Федеральный научно-производственный центр «Научно-исследовательский институт прикладной химии», Вагонову Сергею Николаевичу, кандидату технических наук, начальнику отдела того же предприятия; Ермакову Николаю Николаевичу, главному специалисту открытого акционерного общества «ОКБ Сухого»; Чеченкову Валентину Васильевичу, кандидату технических наук, начальнику отдела федерального государственного учреждения «30 Центральный научно-исследовательский институт Министерства обороны Российской Федерации»; Ярмолюку Владимиру Николаевичу, кандидату технических наук, первому заместителю генерального директора открытого акционерного общества "Корпорация «Тактическое ракетное вооружение» | за разработку унифицированных систем пассивных помех УВ-26М и УВ-5 для комплексной защиты военных вертолетов и самолётов от управляемых ракет |
| 23.   | Захаренко Андрею Владимировичу, члену-корреспонденту Российской академии сельскохозяйственных наук, проректору федерального государственного образовательного учреждения высшего профессионального образования «Российский государственный аграрный университет — МСХА имени К. А. Тимирязева», руководителю работы, Белопухову Сергею Леонидовичу, доктору сельскохозяйственных наук, кандидату химических наук, профессору, заведующему кафедрой того же учреждения; Демидовой Ирине Михайловне, главному специалисту-эксперту Федерального агентства по науке и инновациям; Корсуну Николаю Николаевичу, генеральному директору общества с ограниченной ответственностью «ИГРА-ТЕХНИКА», Фокину Аркадию Владимировичу, заместителю генерального директора того же общества; Кочарову Сергею Александровичу, кандидату технических наук, заместителю генерального директора открытого акционерного общества «Центральный научно-исследовательский институт комплексной автоматизации легкой промышленности»; Разумеевой Людмиле Николаевне, заместителю руководителя информационного центра открытого акционерного общества Научно-производственный комплекс «ЦНИИШерсть»; Самойлову Вячеславу Павловичу, доктору технических наук, заместителю генерального директора федерального государственного унитарного предприятия «Государственный научно-исследовательский институт авиационных систем»; Смирнову Николаю Алексеевичу, директору общества с ограниченной ответственностью «Стройтекс»; Ятченко Ольге Филипповне, кандидату технических наук, доценту государственного образовательного учреждения высшего профессионального образования «Московский государственный текстильный университет имени А. Н. Косыгина» | за разработку и внедрение ресурсосберегающих технологий возделывания льна на основе применения защитно-стимулирующих комплексов для повышения эффективности производства конкурентоспособных изделий из льносодержащих тканей                                                                                  |
| 24.   | Лабоку Владимиру Георгиевичу, кандидату технических наук, генеральному директору открытого акционерного общества «Центральный научно-исследовательский институт технологической оснастки текстильного оборудования», руководителю работы, Кулемкину Юрию Васильевичу, кандидату технических наук, заведующему отделом того же акционерного общества; Буянову Михаилу Александровичу, кандидату технических наук, депутату Московской городской Думы; Волчкову Олегу Михайловичу, доктору экономических наук, директору закрытого акционерного общества «Ногинский завод резинотехнических изделий»; Оникову Эдуарду Аршаковичу, доктору технических наук, профессору государственного образовательного учреждения высшего профессионального образования «Российский заочный институт текстильной и легкой промышленности»; Привалову Василию Николаевичу, кандидату экономических наук, генеральному директору открытого акционерного общества «Московский экспериментальный завод N 1», Сидорову Вадиму Юрьевичу, кандидату технических наук, заместителю генерального директора того же акционерного общества; Проталинскому Сергею Евгеньевичу, доктору технических наук, профессору государственного образовательного учреждения высшего профессионального образования «Костромской государственный технологический университет»; Травину Георгию Михайловичу, доктору технических наук, профессору, заведующему кафедрой государственного образовательного учреждения высшего профессионального образования «Костромской государственный университет имени Н. А. Некрасова»; Яскину Анатолию Петровичу, кандидату технических наук, профессору, заведующему кафедрой государственного образовательного учреждения высшего профессионального образования «Московский государственный текстильный университет имени А. Н. Косыгина» | за разработку научных основ создания и внедрения комплекса новых технических средств технологического оснащения текстильной промышленности |
| 25.   | Лаверову Николаю Павловичу, академику, вице-президенту Российской академии наук, научному руководителю учреждения Российской академии наук Институт геологии рудных месторождений, петрографии, минералогии и геохимии Российской академии наук, руководителю работы, Величкину Василию Ивановичу, члену-корреспонденту Российской академии наук, заведующему лабораторией, Мыскину Владимиру Ивановичу, кандидату геолого-минералогических наук, старшему научному сотруднику, — работникам того же учреждения; Глаголеву Андрею Всеволодовичу, директору Центра мониторинга состояния недр Государственной корпорации по атомной энергии «Росатом» Ордена Трудового Красного Знамени федерального государственного унитарного геологического предприятия по проведению специальных гидрогеологических и инженерно-геологических работ «Гидроспецгеология», Дрожко Евгению Гордеевичу, кандидату технических наук, главному физику того же центра, Глинскому Марку Львовичу, кандидату геолого-минералогических наук, первому заместителю генерального директора, Климовой Татьяне Ивановне, ведущему гидрогеологу партии N 3 филиала «Гидрогеологическая экспедиция N 30», Черткову Леониду Григорьевичу, кандидату геолого-минералогических наук, главному геологу партии N 10, — работникам того же предприятия; Глаголенко Юрию Васильевичу, кандидату технических наук, техническому директору (главному инженеру) — первому заместителю генерального директора федерального государственного унитарного предприятия "Производственное объединение «Маяк»; Самсонову Борису Григорьевичу, кандидату геолого-минералогических наук, ведущему гидрогеологу закрытого акционерного общества «Геоспецэкология» | за научное обоснование и вывод из эксплуатации радиационно опасных природно-техногенных объектов первого атомного проекта (на примере водоема Карачай — хранилища жидких радиоактивных отходов федерального государственного унитарного предприятия "Производственное объединение «Маяк», Челябинская область) |
| 26.   | Антонову Ивану Николаевичу, генеральному директору открытого акционерного общества «Акрон», руководителю работы, Гаврикову Владимиру Викторовичу, исполнительному директору, Разумову Александру Ивановичу, управляющему по промышленной безопасности, — работникам того же акционерного общества; Золотареву Сергею Валерьевичу, председателю Думы Великого Новгорода; Жигаревой Татьяне Николаевне, заместителю начальника отдела Федерального агентства по науке и инновациям; Жмур Наталье Сергеевне, доктору биологических наук, заместителю директора общества с ограниченной ответственностью «АКВАРОС»; Швецову Валерию Николаевичу, доктору технических наук, профессору, заведующему лабораторией открытого акционерного общества "Ордена Трудового Красного Знамени комплексный научно-исследовательский и конструкторско-технологический институт водоснабжения, канализации, гидротехнических сооружений и инженерной гидрогеологии «НИИ ВОДГЕО» | за разработку и внедрение инновационных технологий биологической очистки сточных вод сложного состава от промышленных предприятий и объектов коммунального хозяйства (на примере г. Великий Новгород) |
| 27.   | Цыкановскому Евгению Юльевичу, кандидату технических наук, техническому директору общества с ограниченной ответственностью «ДИАТ-УРАЛ», руководителю работы; Гагарину Владимиру Геннадьевичу, доктору технических наук, профессору, заведующему лабораторией некоммерческого научного учреждения Российской академии архитектуры и строительных наук «Научно-исследовательский институт строительной физики Российской академии архитектуры и строительных наук»; Гликину Сергею Михайловичу, кандидату технических наук, профессору, заместителю генерального директора открытого акционерного общества «Центральный научно-исследовательский и проектно-экспериментальный институт промышленных зданий и сооружений — ЦНИИПромзданий», Кодышу Эмилю Нухимовичу, доктору технических наук, профессору, главному инженеру отдела того же акционерного общества; Гувернюку Сергею Владимировичу, кандидату физико-математических наук, заместителю директора, заведующему лабораторией государственного учебно-научного учреждения Научно-исследовательский институт механики Московского государственного университета имени М. В. Ломоносова; Гурьеву Владимиру Владимировичу, доктору технических наук, профессору, заместителю директора государственного унитарного предприятия города Москвы «Московский научно-исследовательский и проектный институт типологии, экспериментального проектирования»; Кескинову Артуру Львовичу, руководителю департамента капитального ремонта жилищного фонда города Москвы; Лейбману Михаилу Евгеньевичу, главному специалисту общества с ограниченной ответственностью «ДИАТ-Строй»; Молчадскому Игорю Семеновичу, доктору технических наук, профессору, главному научному сотруднику федерального государственного учреждения «[[Всероссийский ордена „Знак Почета“ научно-исследовательский институт противопожарной обороны Министерства Российской Федерации по делам гражданской обороны, чрезвычайным ситуациям и ликвидации последствий стихийных бедствий]]»; Ткаченко Сергею Борисовичу, директору государственного унитарного предприятия «Научно-исследовательский и проектный институт Генерального плана города Москвы» | за разработку и внедрение энергосберегающих навесных фасадных систем при строительстве, реконструкции и капитальном ремонте объектов в различных климатических зонах |
| 28.   | Бирюкову Игорю Григорьевичу, члену-корреспонденту Российской академии архитектуры и строительных наук, профессору, генеральному директору государственного унитарного предприятия города Москвы "Научно-исследовательский и проектный институт гражданского строительства, благоустройства и городского дизайна «Моспроект-3», руководителю работы, Винокуру Эрнсту Иосифовичу, первому заместителю генерального директора — главному инженеру того же предприятия; Абылгазиеву Игорю Ишеналиевичу, доктору исторических наук, главному федеральному инспектору по городу Москве аппарата полномочного представителя Президента Российской Федерации в Центральном федеральном округе; Аистову Виктору Федоровичу, доктору технических наук, профессору, первому заместителю руководителя департамента — начальнику управления департамента городского строительства города Москвы; Воронину Анатолию Леонидовичу, кандидату экономических наук, председателю комитета города Москвы по государственной экспертизе проектов и ценообразования в строительстве; Гасанову Бабеку Байраму оглы, кандидату технических наук, генеральному директору общества с ограниченной ответственностью «Небоскреб ГБ»; Курбатовой Анне Сергеевне, доктору географических наук, первому заместителю генерального директора закрытого акционерного общества «Научно-исследовательский и проектно-изыскательский институт экологии города»; Родионовскому Николаю Серафимовичу, кандидату технических наук, заместителю председателя комитета по архитектуре и градостроительству города Москвы; Силину Валерию Михайловичу, генеральному директору открытого акционерного общества «Управление экспериментальной застройки микрорайонов»; Шарипову Альберту Якубовичу, кандидату технических наук, генеральному директору открытого акционерного общества "Проектный, конструкторский и научно-исследовательский институт «СантехНИИпроект» | за разработку и реализацию градостроительной концепции комплексной энергоэффективной и экологичной застройки экспериментального жилого района Куркино |
| 29.   | Рахманову Виктору Алексеевичу, члену-корреспонденту Российской академии архитектуры и строительных наук, профессору, генеральному директору открытого акционерного общества «Технологический институт ВНИИжелезобетон», руководителю работы, Казарину Сергею Кузьмичу, бывшему главному инженеру, Мелихову Владиславу Ивановичу, кандидату технических наук, заместителю генерального директора, — работникам того же акционерного общества; Баженову Юрию Михайловичу, академику Российской академии архитектуры и строительных наук, доктору технических наук, заведующему кафедрой государственного образовательного учреждения высшего профессионального образования «Московский государственный строительный университет»; Бакшееву Дмитрию Семеновичу, доктору технических наук, профессору, заместителю генерального директора — директору представительства в г. Сочи закрытого акционерного общества «Главстрой-менеджмент»; Гусеву Борису Владимировичу, члену-корреспонденту Российской академии наук, президенту Общероссийской общественной организации «Российская инженерная академия»; Матросову Александру Сергеевичу, советнику начальника государственного унитарного предприятия города Москвы «Управление по реконструкции и развитию уникальных объектов»; Росляку Юрию Витальевичу, кандидату экономических наук, первому заместителю мэра Москвы в правительстве Москвы, руководителю комплекса экономической политики и развития города Москвы; Шапиро Геннадию Исааковичу, главному конструктору государственного унитарного предприятия города Москвы «Московский научно-исследовательский и проектный институт типологии, экспериментального проектирования»; Довжику Виктору Григорьевичу (посмертно) | за создание, освоение производства и применение материалов и конструкций на основе композиционных полистиролбетонов нового поколения при массовом строительстве энергоэффективных зданий |
| 30.   | Коренькову Владимиру Михайловичу, главному конструктору направления федерального государственного унитарного предприятия "Государственное научно-производственное предприятие «Сплав», руководителю работы, Гаранину Владимиру Александровичу, главному инженеру — заместителю генерального директора, Квасникову Николаю Александровичу, начальнику сектора, Соколову Игорю Юрьевичу, начальнику отдела, Травину Вадиму Юрьевичу, кандидату технических наук, начальнику отдела — заместителю главного конструктора, Трудову Александру Федоровичу, главному специалисту, — работникам того же предприятия; Линкевичу Александру Витальевичу, начальнику отделения — главному конструктору направления федерального государственного унитарного предприятия «Научно-исследовательский машиностроительный институт»; Родионову Владимиру Валентиновичу, заместителю начальника управления Главного ракетно-артиллерийского управления Министерства обороны Российской Федерации; Севастьянову Игорю Олеговичу, кандидату экономических наук, заместителю генерального директора федерального государственного унитарного предприятия «Рособоронэкспорт» | за создание конструкций, технологий изготовления и организацию серийного производства сборных гильз с пластмассовым корпусом для артиллерийских выстрелов |